# Фонтан молодості

«Фонтан молодості», 1546 рік, картина Лукас Кранах Старший

Фонтан молодості, Джерело вічної молодості — легендарне джерело, яке відновлює молодість кожного, хто з нього п'є. Легенді про нього тисячі років; згадки зустрічаються вже у Геродота, в «Історії Александра Великого» та історіях про пресвітера Іоанна. У міфах карибських індіанців є згадки аналогічного джерела. Легенда про нього набула широкої популярності в XVI столітті, коли його намагався знайти Хуан Понсе де Леон.

## Історія
Геродот згадує фонтан, розташований в Ефіопії і містить особливу воду, яка дає ефіопам їх виключне довголіття. Історія про «живу воду» з'являється в східних версіях «Історії Олександра Великого», яка оповідає про те, як Александр Великий і його слуга перетнули Землю Темряви, щоб знайти омолоджувальне джерело. (Слуга в цій історії — версія східного мудреця Аль-Хидра зі східної легенди.) Арабські версії і версії альхаміядо «Історії Олександра Великого» були дуже популярні в Іспанії під час і після періоду Аль-Андалусії, і були відомі дослідникам, які вирушали до Америки. Ці ранні тексти явно надихнули автора популярної середньовічної книги про подорожі, «Пригоди Сера Джона Мандевіль», де також згадується Фонтан молодості, розташований біля підніжжя гори поблизу Поломбе (сучасний Коллам) в Індії. Під впливом цих оповідань легенда про фонтан молодості була популярна в придворному готичному мистецтві і залишалася популярною в Добу великих географічних відкриттів.
Також існує безліч інших джерел для легенди. Вічна молодість — дар, який часто шукали в міфах і легендах, і розповіді про такі речі, як філософський камінь, універсальна панацея, і еліксир життя є спільними по всій Євразії і в інших місцях.
Додаткові подробиці, можливо, були запозичені з історії про купальні Віфесда, що міститься в Євангелії від Івана. У цю купіль час від часу сходив Ангел Господній, бунтували воду і надаючи їй чудові властивості, і цього моменту постійно чекало безліч хворих, сліпих і калік.

## В культурі
Джерело вічної молодості — вельми популярний в мистецтві сюжет. Європейська іконографія (як, наприклад, однойменна картина Лукаса Кранаха) досить послідовно зображує, як літні люди, входять в басейн, настільки великий, наскільки дозволяє простір. Люди в басейні молоді та голі, і через деякий час вони виходять, надягають багатий одяг і насолоджуються трапезою.
У середньовічній літературі сюжет перегукується з французької поемі XII століття «Бог любові», в якій описується джерело, здатний повернути молодість старим і зцілити хвороби.
Джерело молодості фігурує також в ряді фільмів
- Джерело вічної молодості присутнє в книзі Тіма Пауерса «На дивних берегах», а також в однойменній четвертої частини кіносерії «Пірати Карибського моря»: Капітан Джек Горобець з Чорною Бородою і його дочкою шукають джерело вічної молодості для Чорної Бороди.
- У фільмі Даррена Аронофскі «Фонтан» сюжетна лінія обертається навколо фонтану вічної юності, який шукав Понсе де Леон.
- В одній із серій мультфільму «Качині історії» герої шукають джерело.